# AGILE (satellite)
AGILE (Astrorivelatore Gamma ad Immagini LEggero) è un satellite artificiale che produce immagini del cielo nell'intervallo di energia tra 30 MeV e 50 GeV (raggi gamma di alta energia) e in quello compreso tra 18 e 60 keV (raggi X di alta energia).
AGILE è una piccola missione scientifica interamente italiana (proposta nel giugno 1997 all'ASI e selezionata nel dicembre dello stesso anno) che nasce da una collaborazione tra l'Agenzia Spaziale Italiana (ASI), l'Istituto Nazionale di Astrofisica (INAF), l'Istituto nazionale di fisica nucleare (INFN) e diverse università italiane.
La strumentazione di AGILE è basata su un tracciatore al silicio sviluppato dai laboratori Italiani dell'INFN. Nel tracciatore, composto da diversi piani di tungsteno e rivelatori di silicio, i raggi gamma si materializzano in una coppia elettrone-positrone, dalle cui traiettorie è possibile ricostruire la direzione di arrivo e l'energia del fotone incidente. Lo strumento è compatto, molto leggero, pesa solo 130 kg, ed ha un grandissimo campo di vista che copre circa 1/5 dell'intera volta celeste. Sopra il tracciatore è appoggiato SuperAGILE, un rivelatore di raggi X, mentre sotto al tracciatore è montato un minicalorimetro per misurare l'energia dei fotoni gamma. La massa totale del satellite è di 350 kg.
Il coinvolgimento industriale ha visto come capofila la Carlo Gavazzi Space (poi Compagnia Generale per lo Spazio, ora OHB Italia), la Thales Alenia Space (per gli equipaggiamenti prodotti nella sede di Milano, ex LABEN), Rheinmetall e Telespazio (responsabile del segmento di terra).
Il coordinatore (PI, principal investigator) della missione AGILE è Marco Tavani, dal 2020 al 2024 presidente di INAF.
Il 18 Gennaio 2024 (dopo 17 anni dal lancio), il satellite ha cessato le osservazioni scientifiche a causa del decadimento orbitale. Il 14 Febbraio 2024 il satellite è rientrato in atmosfera.

## Caratteristiche innovative di AGILE

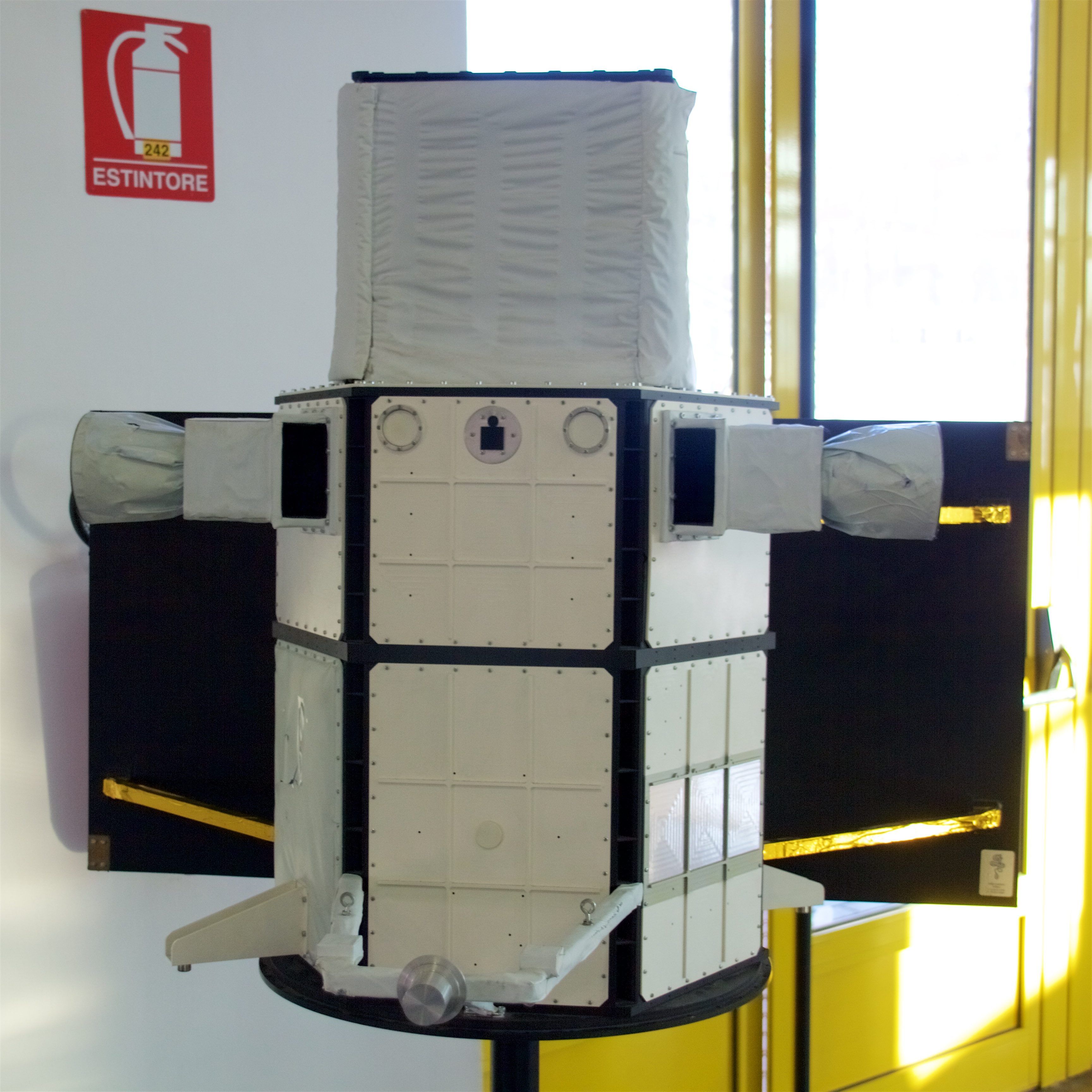
Modello del satellite

Gli strumenti di AGILE sono stati progettati per ottenere:
- Un grande campo di vista sia per il telescopio gamma sia per il telescopio X ad immagini
- Capacità di timing senza precedenti: oltre a ridurre il tempo morto ad appena 200 microsecondi, AGILE misura il tempo di arrivo di ogni fotone con una accuratezza di 2 microsecondi
- Immagini eccellenti nella banda di energia tra 100 MeV e 50 GeV, che, per energie superiori ai 300 MeV, permettono di posizionare la sorgente gamma con un errore compreso tra 6 e 20 minuti d'arco. Una buona sensibilità ai fotoni di energia compresa tra i 30 e i 100 MeV, ottenuta con un'area effettiva superiore a 200 cm² per energie superiori a 30 MeV
- Una risposta molto rapida a fenomeni transienti in banda gamma e ai lampi gamma ottenuta con un veloce programma di analisi e un coordinamento con le osservazioni dalla Terra e da altri satelliti
- Un'accurata localizzazione (entro 2 o 3 arcominuti) per i lampi gamma e gli altri eventi transienti
- Capacità di monitorare il cielo su tempi scala molto lunghi per studiare eventuali variazioni del flusso proveniente da sorgenti X e gamma

## La missione

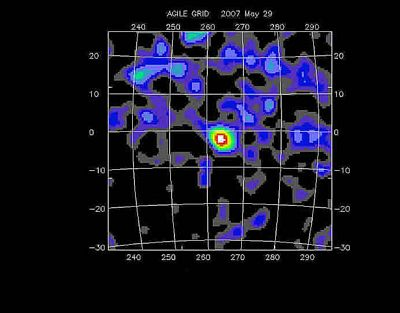
La prima immagine di Agile

AGILE è stato lanciato il 23 aprile 2007 con un vettore indiano PSLV dalla base di Sriharikota. Il satellite è stato inserito in un'orbita circolare quasi equatoriale, a 540 km di altezza con inclinazione di 2,3°, che viene percorsa in circa 90 minuti. I dati, scaricati una volta per orbita, quando il satellite è in vista del Centro spaziale Luigi Broglio situato a Malindi in Kenya, vengono immediatamente inviati in Italia dove sono sottoposti alla prima analisi di quick look.
Dopo circa sei mesi dedicati ai controlli in orbita ed alle calibrazioni sulle sorgenti di riferimento del cielo gamma, le osservazioni sono iniziate il 1º dicembre 2007 con una sequenza di puntamenti della durata di circa una settimana ciascuno.
AGILE ha funzionato in modo "puntato" fino all'aprile 2009 quando, a seguito dell'avaria del sistema puntamento inerziale, il satellite è entrato nella modalità Sun Pointing Spinning. Da allora AGILE opera in modo scanning spazzando ogni giorno buona parte del cielo. Questa modalità di funzionamento è ottimale per lo studio della variabilità delle sorgenti celesti.
AGILE lavora in simultanea con l'osservatorio FERMI, uno strumento di maggiori dimensioni che utilizza la tecnica della scansione del cielo. In particolare l'uso simultaneo dei due satelliti consente di studiare meglio tutti gli oggetti transienti quali i lampi gamma o i blazar o di effettuare un timing delle stelle di neutroni e soprattutto di identificare alcune delle sorgenti gamma che non hanno ancora una controparte ad altre lunghezze d'onda.
Le osservazioni di AGILE assumono particolare rilevanza quando vengono inserite nella visione globale del comportamento a diverse lunghezze d'onda delle sorgenti celesti.
A dicembre 2016, dopo quasi 10 anni dal lancio ha effettuato 50.000 orbite intorno al pianeta.
Nell'aprile 2017 AGILE ha festeggiato i suoi primi 10 anni di attività in orbita.

## Le scoperte più importanti di AGILE

### Variabilità della nebulosa del Granchio

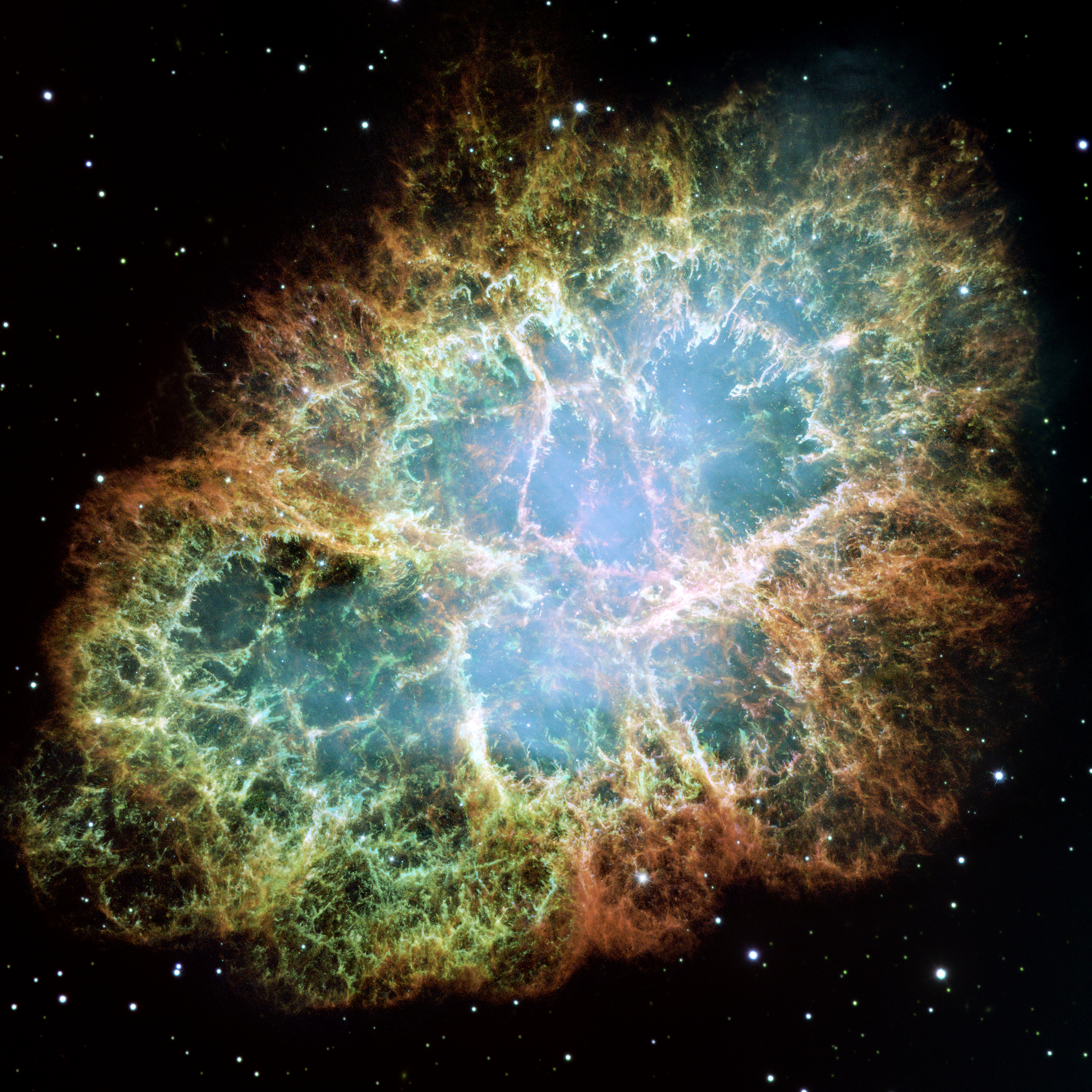
Nebulosa del Granchio

Il 19 settembre 2010 AGILE ha rivelato chiari segni di variabilità nella zona dominata dalla nebulosa del Granchio, una delle sorgenti più studiate del cielo delle alte energie. Si tratta della somma dell'emissione della pulsar del Granchio (pulsata al periodo di 33 ms) e della regione a lui prossima, nota come la pulsar wind nebula (PWN). Reputata una sorgente stabilissima da circa 40 anni è uno dei calibratori degli strumenti X e gamma.
La notizia della variabilità del Granchio era sorprendente: le pulsar sono notoriamente le sorgenti più stabili del cielo e nulla faceva pensare che una PWN potesse variare in modo apprezzabile.
Invece la variazione vista da AGILE (e confermata da Fermi) era al di sopra di ogni dubbio: qualcosa nella sorgente del Granchio stava variando e non di poco. Nel giro di due giorni il flusso gamma era raddoppiato. Peccato che gli astronomi radio, quelli ottici e quelli X dicessero che tutto sembrava normale e la pulsar non mostrava stranezze. Anche in gamma la pulsar sembrava stabile, quella che variava (per ragioni ancora non capite) doveva essere la nebula. Inoltre, andando a frugare negli archivi delle precedenti osservazioni di AGILE, abbiamo visto che la cosa si era già presentata pochi mesi dopo l'inizio della missione.
La scoperta della variabilità della nebulosa del Granchio è stata pubblicata su Science nel gennaio 2011 insieme ad un lavoro gemello dell'osservatorio Fermi.
La cosa si è ripetuta in modo ancora più spettacolare nell'aprile 2011, con un aumento di un fattore 5 nel flusso della nebula.

### Premio Bruno Rossi
Per la scoperta della variabilità della nebulosa del Granchio al team di scienziati che lavorano con AGILE è staro assegnato il premio Bruno Rossi 2012. Questo premio viene assegnato ogni anno dall'American Astronomical Society, il Rossi Prize è il riconoscimento internazionale più ambito nel campo dell'astrofisica delle alte energie.

### Conferma del contributo dei resti di Supernova all'accelerazione dei Raggi Cosmici

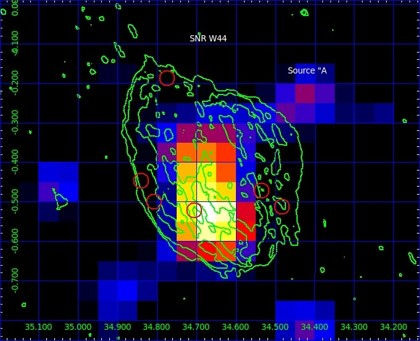
Emissione nella banda gamma del resto di Supernova W44 rivelata da AGILE

I raggi cosmici sono particelle ad altissime energie che arrivano sulla Terra da ogni direzione. Sono costituiti principalmente da protoni e nuclei pesanti e sono stati scoperti da Vitor Hess nel 1912. Mentre sappiamo che i raggi cosmici a più bassa energia provengono dal Sole, ancora poco sappiamo sull'origine di tutte le altre particelle alle più alte energie. Essendo particelle cariche, infatti, nel percorso dalla sorgente fino a noi subiscono numerose deviazioni a causa dei campi magnetici presenti lungo il percorso, cancellando completamente qualsiasi informazione sulla loro direzione originaria. Per questo motivo, l'astronomia gamma ha un ruolo fondamentale: i protoni cosmici, infatti, interagiscono con altri protoni presenti lungo il percorso, generando un pione neutro che a sua volta decade in due fotoni gamma: i fotoni sono particelle neutre e quindi non vengono deviate, motivo per cui, ricostruire la loro direzione conduce all'origine del protone originario.

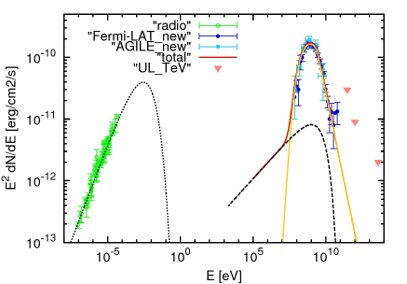
Spettro di emissione radio e Gamma di W44 con i dati raccolti da VLA nel radio e AGILE e Fermi nel gamma. Credits: Cardillo et al. 2014

I resti di supernova sono stati considerati i candidati migliori per spiegare l'origine dei raggi cosmici provenienti dalla nostra Galassia, grazie alla presenza dello shock dovuto all'onda d'urto generata dall'esplosione della stella originaria che presenta le condizioni ideali per quello si pensa essere il meccanismo di accelerazione principale (accelerazione di Fermi al prim'ordine). Trovare la prova definitiva della presenza di raggi cosmici in una sorgente, però, non è banale perché nella banda gamma emettono anche gli elettroni e capire se l'emissione gamma deriva dai raggi cosmici (quindi dai protoni) o dagli elettroni è tutt'altro che banale.
Una di queste prove è rivelare il cosiddetto "pion bump", una caratteristica dello spettro gamma derivato dai raggi cosmici che può essere rivelata a energie tra i 50 e i 100 MeV. Qui è entrato in gioco AGILE, osservando la sorgente W44. W44 è un resto di supernova di età intermedia (circa 20.000 anni) situato nel disco galattico a una distanza di circa 3 kpc dalla Terra, alle coordinate celesti (RA, Dec) = (284,04, 1,22)°.
La collaborazione AGILE ha raccolto e interpretato i dati accumulati nel periodo luglio 2007-aprile 2011 e ha ottenuto per la prima volta dei punti spettrali alle energie critiche per individuare l'emissione gamma dei raggi cosmici, confermando per la prima volta in assoluto che un resto di supernova accelera effettivamente i raggi cosmicii. Questo risultato ha rappresentato una vera svolta nel campo, soprattutto dopo la conferma arrivata anche dal satellite Gamma Fermi

### 3C 454.3: Campione di variabilità

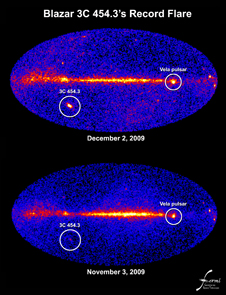
Blazar 3C 454.3

3C 454.3 è nota dagli anni novanta come sorgente che emette in raggi gamma, ma solo recentemente ha mostrato segni di attività molto al di sopra della media. Un sintomo del risveglio della sorgente si ebbe nel maggio 2005, quando un improvviso e intenso flare fu rivelato in banda ottica a 6410 Angstrom dai telescopi del Consorzio WEBT e nella banda dei raggi X da due telescopi spaziali, Swift della NASA ed INTEGRAL dell'ESA.
Tuttavia, solo con il lancio del satellite per raggi gamma AGILE nel 2007 si è potuto nuovamente monitorare l'attività della sorgente alle altissime energie. A metà del 2007, AGILE rivelò un intenso lampo gamma, durato circa una settimana, mediamente 3 volte più intenso di quello registrato dal precedente osservatorio gamma EGRET.
Da quel momento, AGILE ha costantemente monitorato 3C 454.3 rivelandola ancora durante i puntamenti in direzione della costellazione di Pegaso, nel novembre e dicembre 2007 e poi ancora da maggio a dicembre 2008. Grazie alla rapida analisi dei dati raccolti, gli astronomi di AGILE impegnati nello studio di 3C 454.3 hanno potuto contattare i loro colleghi che studiano questo ed altri quasar a varie lunghezze d'onda, dal radio sino ai raggi gamma di altissima energia, più di mille volte quella rivelabile da AGILE. In questo modo, si è potuto studiare la distribuzione spettrale di energia, ossia il livello di energia emesso in ogni singola banda. Questo ha permesso di ottenere preziose informazioni, come l'intensità del campo magnetico o l'angolo sotto cui è visto il getto. La forte variabilità dell'intensità a tutte le frequenze, ed in particolare nella banda gamma ha valso il soprannome di Crazy Diamond: come un diamante, infatti, 3C 454.3 brilla sotto diverse angolazioni, ossia a diverse lunghezze d'onda.
Dopo un periodo di modesta attività, a partire dal settembre 2009 la sorgente ha ricominciato a risvegliarsi sino a culminare, ad inizio dicembre 2009, in un flare di intensità impressionante. Tra il 2 ed il 3 dicembre, la sorgente ha raggiunto intensità nei raggi gamma 3 volte maggiori rispetto alla pulsar della Vela, che è l'oggetto non variabile più intenso in gamma. Sia il satellite AGILE, sia il satellite della NASA Fermi hanno rivelato questo evento. Inoltre, per un'intera settimana, il flusso di 3C 454.3 è stato paragonabile a quello della Vela pulsar, altro record storico per una sorgente gamma.
I motivi per i quali avvengano questi flare intensissimi non sono ancora del tutto noti. Potrebbero essere causati da un repentino incremento del tasso a cui la materia accresce sul buco nero centrale. Maggiore il tasso di accrescimento, maggiore il flusso emesso. Oppure, si tratta di fenomeni legati a shock tra strati di particelle relativistiche che avvengono nella parte del getto più vicina al buco nero centrale e che causano improvvisi aumenti di flusso. Una terza spiegazione riguarda la possibilità che il getto cambi lievemente inclinazione rispetto alla linea di vista. Anche un minimo cambiamento (1-2 gradi) può indurre a forti variazione nel flusso.
Lo studio di 3C 454.3 e di sorgenti simili è senz'altro importante per satelliti gamma come AGILE e Fermi e decine di ricercatori di tutto il mondo sono impegnati in queste ricerche.

### Nuove pulsar
Delle 1800 radio pulsar soltanto mezza dozzina erano state rilevate con l'osservatorio COMPTON della NASA. La situazione è migliorata con AGILE che ha raddoppiato il numero delle stelle di neutroni con emissione gamma.
La prima pulsar scoperta in gamma da AGILE è PSR J2021+3651, corrispondente ad una sorgente gamma non identificata nella regione del Cigno. Tra le altre, merita particolare interesse PSR B1509-58, una pulsar caratterizzata da un elevatissimo campo magnetico. PSR B1509-58 è stata rilevata per la prima volta con lo strumento COMPTEL mentre AGILE è stato il primo osservatorio gamma a trovarne la periodicità e a riconoscere tale sorgente come una pulsar. PSR B1509-58 è peculiare perché la sua emissione gamma è presente solo ad energie relativamente basse e svanisce oltre i 300 MeV.
Per la pulsar Vela, la sorgente più brillante del cielo gamma, l'accurato studio dell'emissione non pulsata, ottenuta sottraendo il contributo della pulsar, ha messo in luce l'esistenza di un sorgente diffusa che è stata identificata come la Pulsar Wind Nebula che circonda la pulsar. Anche in questo caso si è trattato di una prima importante.

### Emissione gamma da un sistema binario: Eta Carinae

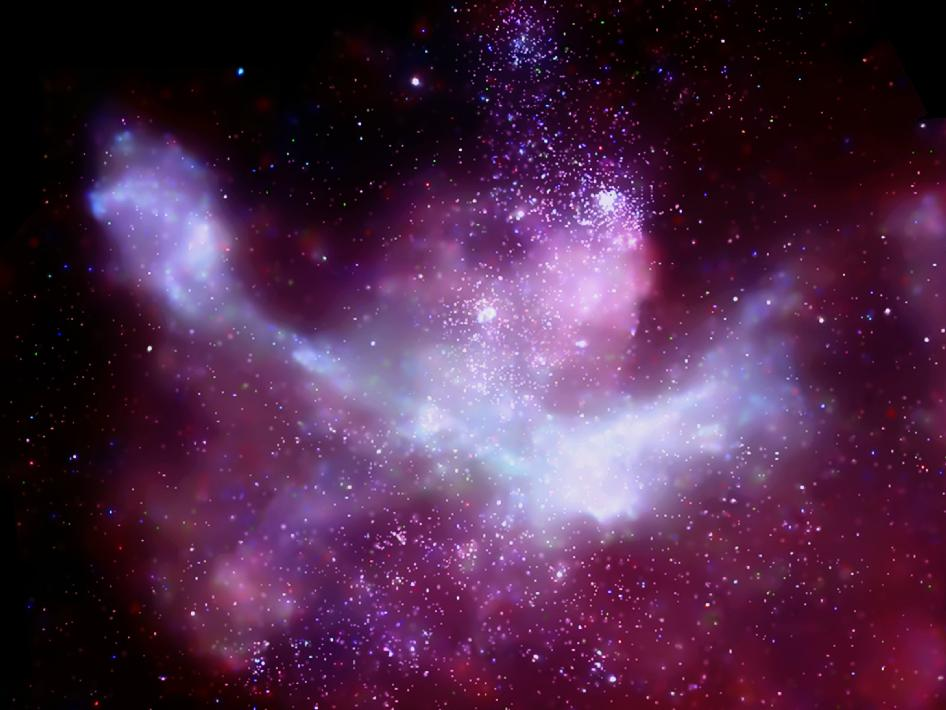
Carina Nebula

Eta Carinae è una stella molto massiccia (circa 100 masse solari) conosciuta soprattutto per i suoi episodi eruttivi ed è uno degli astri più interessanti della nostra galassia.

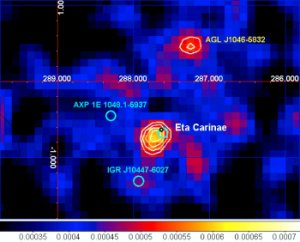
AGILE osserva l’emissione di Eta Carinae

Le osservazioni con il telescopio spaziale Hubble ed osservazioni spettroscopiche hanno messo in evidenza la natura binaria del sistema con la componente principale che è una stella blu molto luminosa e variabile ed un compagno di circa 30 masse solari in orbita molto eccentrica con periodo di 5,53 anni, simile a quelle che le comete percorrono attorno al Sole. Le stesse misure mettono in evidenza la presenza di materiale espulso dal sistema.
Eta Carinae viene catalogato tra i sistemi binari dove i venti stellari interagiscono. Queste interazioni possono generare fotoni di alta energia che possono essere studiati con telescopi X e gamma. Eta Carinae è stata osservata con diversi strumenti in diverse energie dello spettro elettromagnetico, mentre ad energie tra 1 e 10 keV lo spettro denuncia un'emissione puramente termica tra 20 e 200 keV lo spettro mette in evidenza una forte componente non termica.
AGILE ha osservato la regione di Eta Carinae in diversi intervalli temporali che coprono il lungo periodo dal luglio 2007 al gennaio 2009 rilevando una sorgente gamma che è stata catalogata come 1AGL J1043-5931.
L'emissione gamma è probabilmente dovuta all'interazione dei venti stellari prodotti dalla coppia di stelle, in particolare il vento supersonico di particelle produce un'onda d'urto molto efficiente nell'accelerazione delle particelle come elettroni e protoni. Queste particelle accelerate possono, per effetto Compton inverso, generare fotoni gamma interagendo con l'emissione ultravioletta delle due stelle blu. A questo tipo di emissione si affiancano altri meccanismi quali l'emissione di sincrotrone o quella di bremsstrahlung. I modelli che riproducono bene le osservazioni compiute con AGILE comunque propendono per un'emissione Compton inverso ad energie comprese tra qualche MeV e qualche GeV. Inoltre, in questo mare di particelle energetiche anche i protoni possono essere accelerati efficientemente. L'interazione di due protoni genera pioni che, decadendo, generano emissione gamma.

### Emissione variabile da Cyg X3

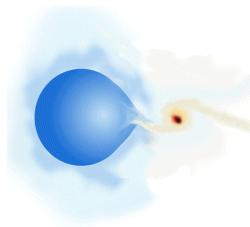
Cygnus X-3

CygX3 è un sistema binario dove un piccolo buco nero impiega 4,8 ore per orbitare attorno ad una stella molto più grande, più calda e più attiva del nostro sole.
Cyg X3 è classificato come microquasar perché, ogni tanto, diventa la sorgente radio più brillante del cielo, dimostrando che la stella compatta è capace di accelerare particelle in modo molto efficace.
Nel 1977, analizzando i dati del satellite NASA SAS-2, era parso di vedere il segnale della sorgente, ma il risultato non era mai stato confermato. È stato necessario l'avvento della nuova generazione di strumenti gamma per chiarire il mistero.
Tra il 2007 ed il 2009, AGILE ha visto 4 volte la presenza di una sorgente variabile con posizione compatibile con Cyg X3 mentre Fermi ha rivelato emissione variabile per periodi più estesi, insieme alla modulazione orbitale della sorgente durante i periodi di attività. Dopo un'attesa di 32 anni, i risultati di AGILE e Fermi sono apparsi rispettivamente su Nature e Science nel novembre 2009 a pochi giorni di distanza.
L'emissione gamma di Cyg X3 viene rivelata solo saltuariamente. Il confronto con i dati del rivelatore BAT a bordo della missione SWIFT mostra che l'emissione gamma è presente solo quando l'emissione X dura è molto bassa.

### Lampi gamma Terrestri (TGF)

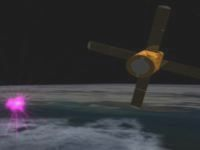
Immagine artistica di TGF e dei fenomeni associati

AGILE è anche uno strumento molto efficiente nella rivelazione dei lampi gamma terrestri (Terrestrial gamma-ray flashes, TGF).
I TGF sono impulsi di raggi gamma estremamente energetici e di brevissima durata (inferiore a 1 millisecondo) emessi in corrispondenza del limite superiore delle nubi temporalesche e tipicamente associati a fulmini intensi.

Produzione ipotetica di TGF nei pressi di una nube temporalesca

Sono stati osservati per la prima volta nel 1994 dallo strumento BATSE a bordo del satellite COMPTON della NASA, anch'esso progettato per l'osservazione dell'universo. Si ritiene che siano originati da un meccanismo di moltiplicazione a valanga in grado di accelerare un gran numero di elettroni ad energie relativistiche mediante gli intensi campi elettrici che si stabiliscono all'interno delle nubi temporalesche.
Gli elettroni accelerati producono poi radiazione gamma mediante l'interazione con gli atomi dell'atmosfera. Molte caratteristiche di questo fenomeno, come i dettagli del meccanismo di produzione, la geometria del fascio di raggi gamma e la distribuzione delle intensità, sono ancora oggetto di ricerca e dibattito, a cui i risultati di AGILE stanno contribuendo in maniera significativa. Al momento AGILE è uno dei soli tre satelliti attivi in grado di rivelare TGF, assieme alle missioni RHESSI e Fermi della NASA.
AGILE rivela i TGF principalmente con lo strumento Mini-Calorimetro (MCAL), particolarmente adatto per questo tipo di osservazioni grazie alla sua sensibilità alle alte energie e alla sua capacità di rivelare transienti su tempi scala inferiori ad 1 millisecondo. MCAL rivela circa 10 TGF al mese. Anche lo strumento GRID è in grado di rivelare fotoni di alta energia associati a TGF, anche se con efficienza inferiore rispetto a MCAL, ma con in aggiunta la possibilità di individuare la direzione di provenienza del fotone.
Tra i risultati principali conseguiti da AGILE nello studio dei TGF possiamo ricordare: l'evidenza che i TGF possono raggiungere energie maggiori di 40 MeV e fino a circa 100 MeV (milioni di elettronvolt), la prima localizzazione dallo spazio di TGF mediante il GRID, e l'evidenza di variazioni regionali nel rapporto fra il numero di fulmini e il numero di TGF.

### Cacciatore di onde gravitazionali
È interessante notare le potenzialità di uno strumento a grande campo come AGILE per la ricerca delle possibili controparti di onde gravitazionali, ricerca resa oltremodo difficile dalla molto grossolana conoscenza della direzione dalla quale sono arrivate. Inoltre, grazie al modo operativo spinning, AGILE spazza buona parte del cielo ogni 7 minuti.
Dal momento che osserva continuamente il cielo, AGILE non ha bisogno di essere ripuntato e ha una ragionevole probabilità di coprire l’area di cielo giusta nel momento giusto, o quasi.
Gli scienziati che gestiscono il satellite hanno ricostruito l'attività di AGILE del 14 settembre 2015 intorno al momento della rivelazione dell’onda gravitazionale GW150914 e hanno scoperto che AGILE ha coperto la falce dell’onda gravitazionale pochi secondi prima dell’evento, poi il campo di vista si è spostato ed è tornato sulla zona interessata dopo 4 minuti. Lo stesso esercizio viene ripetuto ogni volta che i rivelatori di onde gravitazionali segnalano qualcosa di interessante.